# Givry (Yonne)

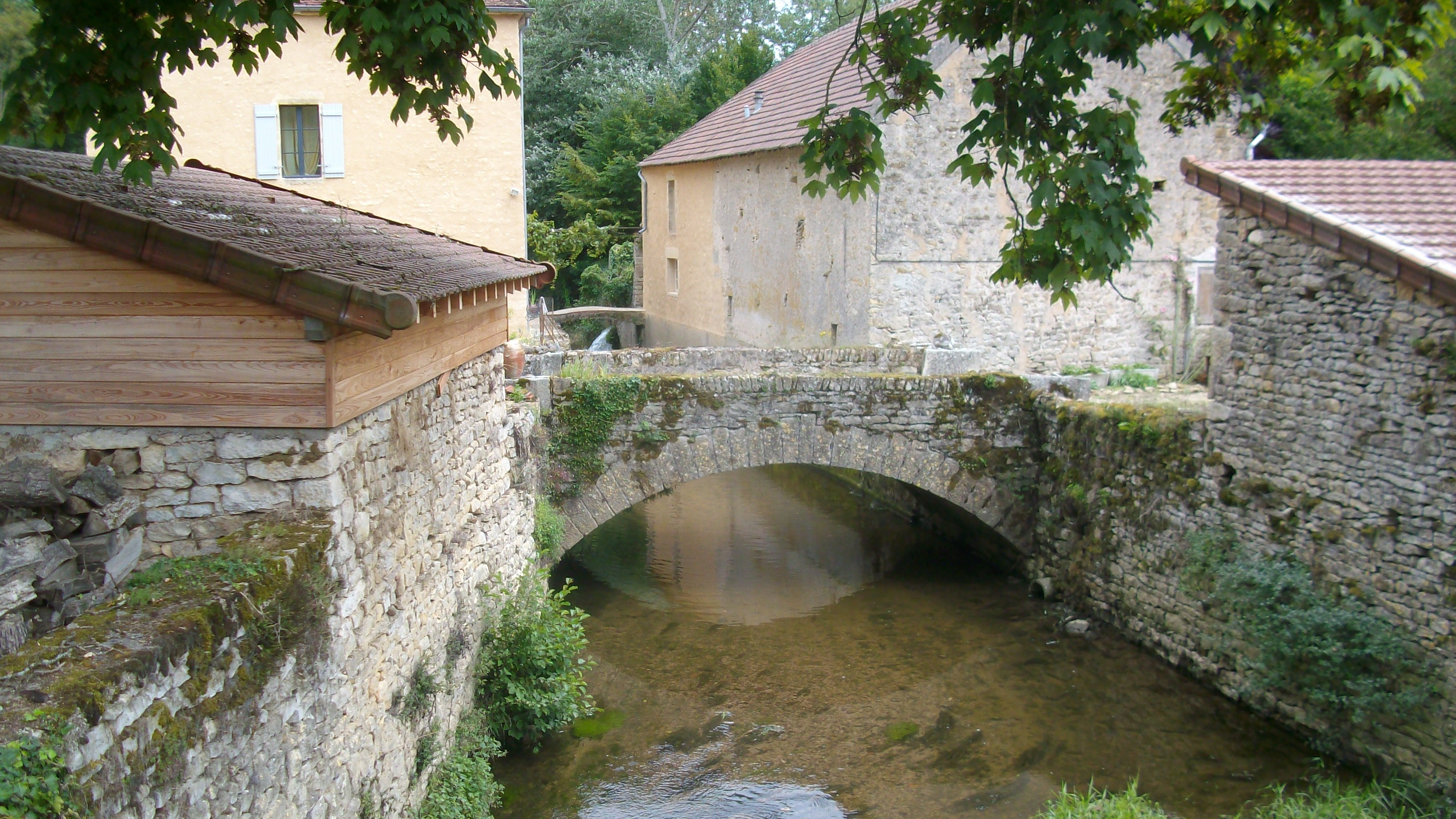
Givry

Givry is een gemeente in het Franse departement Yonne (regio Bourgogne-Franche-Comté) en telt 191 inwoners (2004). De plaats maakt deel uit van het arrondissement Avallon.

## Geografie
De oppervlakte van Givry bedraagt 8,3 km², de bevolkingsdichtheid is 23,0 inwoners per km².
De onderstaande kaart toont de ligging van Givry (Yonne) met de belangrijkste infrastructuur en aangrenzende gemeenten.

## Demografie
Onderstaande figuur toont het verloop van het inwonertal (bron: INSEE-tellingen).